# Nim Chimpsky
Nim Chimpsky (Norman, 19 novembre 1973 – Murchison, 10 marzo 2000) era uno scimpanzé divenuto famoso per via di un esperimento di cui fu oggetto negli anni settanta, volto a valutare la capacità di apprendimento della lingua dei segni da parte dei primati.
Il nome è una paronomasia nata dall'accostamento tra il termine inglese chimp, usato colloquialmente per indicare gli scimpanzé, e il nome del linguista americano Noam Chomsky, autore di studi che considerano il linguaggio una prerogativa esclusiva del genere umano.

## Biografia
Nato in cattività presso l'Institute of Primate Studies (IPS) di Norman (Oklahoma), nel dicembre del 1973, all'età di due settimane Nim fu affidato alle cure di una famiglia di umani che, sotto la supervisione del professor Herbert Terrace della Columbia University di New York, iniziò ad addestrarlo all'uso della lingua dei segni. In questo periodo lo scimpanzé divenne una celebrità mediatica, guadagnandosi perfino la copertina del New York Magazine. Inoltre, riuscì a formulare autonomamente la frase più lunga (16 parole) mai detta da un primate:
<<Give orange me give eat orange me eat orange give me eat orange give me you>>.
-Nim Chimpsky

Il controverso esperimento si concluse nel settembre del 1977, con il ritorno di Nim all'IPS.
Qui lo scimpanzé, allevato sino ad allora come un umano, si dovette abituare, non senza difficoltà, a vivere in gabbia assieme ad altri suoi simili. Le cose peggiorarono ulteriormente nel 1981 allorquando l'IPS si trovò a corto di fondi e cedette tutti gli scimpanzé ad un'azienda biomedica, che progettava di utilizzarli come cavie per la sperimentazione di vaccini.
Grazie ad una campagna di stampa e ad una battaglia legale sostenuta da alcuni dei ricercatori che si erano occupati di lui in passato, Nim fu accolto al Black Beauty Ranch, un centro di accoglienza per animali maltrattati in Texas, dove morì nel marzo del 2000.